# Americel
Americel foi uma operadora de telefonia móvel que atuou nos estados do Acre, Distrito Federal, Goiás, Mato Grosso, Mato Grosso do Sul, Rondônia e Tocantins operando na Banda B com tecnologia TDMA. Em 2003, foi uma das formadoras da Claro.

## História
Em uma antecipação para a privatização do sistema Telebrás, foi licitada uma concessão de Banda B de telefonia móvel para a atuação nas regiões Centro-Oeste e Norte (somente em três estados).
Fundada em 1998, mas o consórcio era formado pelos canadenses Bell e Telesystem International Wireless, pelo Grupo La Fonte, pelos bancos Opportunity, Citibank e Banco do Brasil (por meio do Banco do Brasil Investimentos) e pelos fundos de pensão Petros, Telos, Sistel, Previ, Fachesf, Aeros e Valia. Foram os mesmos integrantes que venceram no leilão, a Telet (do Rio Grande do Sul).
Em 2002, foi vendida pela Telecom Américas (pertencente a América Móvil, do grupo Telmex).
Em 2003, a Americel, juntamente com a ATL, BCP, Claro Digital, TESS e BSE formaram a Claro.